# Luka Krajnc
Luka Krajnc (Maribor, 19 september 1994) is een Sloveens voetballer die sinds 2015 onder contract staat bij Cagliari. Hij speelt doorgaans als centrale verdediger. In 2015 maakte Krajnc zijn debuut in het Sloveens voetbalelftal.

## Clubcarrière
Kranjc tekende op zestienjarige leeftijd zijn eerste professionele contract voor NK Maribor, de club uit zijn geboortestad. Op 29 mei 2011 speelde hij zijn tot op heden enige wedstrijd in de Sloveense competitie in het shirt van NK Maribor. Op 3 april 2011 tekende hij een voorcontract bij het Italiaanse Genoa CFC. In juli 2011 kwam hij over naar Genoa, waar hij aanvoerder werd in het Primavera-team. Op 27 oktober 2012 debuteerde hij in de Serie A in het San Siro tegen AC Milan. Hij was toen 18 jaar, één maand en 14 dagen oud en daarmee was hij de jongste Sloveense speler ooit in de Italiaanse competitie. Op 3 juli 2013 besloot Genoa om Krajnc voor één seizoen uit te lenen aan AC Cesena, dat in de Serie B actief was. Met die club promoveerde hij naar de Serie A; in het seizoen 2013/14 had hij in 26 competitieduels gespeeld, waarin hij één doelpunt had gemaakt. Sinds 2015 staat Kranjc onder contract bij Cagliari, dat 2 miljoen voor hem betaalde aan zijn vorige werkgever Genoa.

## Interlandcarrière
Kranjc kwam reeds uit voor Slovenië in meerdere nationale jeugdselecties. Op 30 maart 2015 maakte hij zijn debuut in het Sloveens voetbalelftal in een vriendschappelijke interland in en tegen Qatar (1–0 verlies), net als Nik Omladič (Eintracht Braunschweig) en Benjamin Verbič (NK Celje). Na 65 minuten speeltijd verving hij Dominic Maroh (1. FC Köln).

## Erelijst
Cagliari Calcio
- Serie B

2016